# Hans-Joachim Klein
Hans-Joachim Klein (alemany: [ˈhans joˈʔaxɪm ˈklaɪn] ( escolteu-ho)), conegut pel nom de guerra d'«Angie», (Frankfurt del Main, 21 de desembre de 1947 - Sainte-Honorine-la-Guillaume, 9 de novembre de 2022) va ser un activista polític d'esquerra alemany, militant del grup armat Cèl·lules Revolucionàries.
El 1975 va participar en un atac a la seu de l'Organització de Països Exportadors de Petroli (OPEP) a Viena, organitzat pel mercenari internacional Carlos el Xacal, en el qual va resultar greument ferit. Dos anys després va renunciar públicament a la violència política i, després de dècades amagat, va ser detingut el 1998, processat pel seu paper en l'atac i condemnat a nou anys de presó. Va ser posat en llibertat condicional el 2003.

## Trajectòria

### Infància
Va néixer el 21 de desembre de 1947 a l'Alemanya Federal, en el bressol d'una família obrera. La seva mare va ser empresonada al camp de concentració de Ravensbrück per «contaminació racial» (Rassenschande) durant la Segona Guerra Mundial. Es va suïcidar uns mesos després del naixement de Klein i ell, després de la mort de la mare, va passar una temporada en una casa d'acollida. Klein va ser maltractat físicament pel seu pare, que va recuperar la custòdia sobre ell després de tornar-se a casar. Durant la major part de la seva vida, Klein va creure incorrectament que el seu pare havia estat membre de les SS i la seva mare havia estat jueva.

### Activisme polític
A la dècada de 1970 va treballar a Frankfurt del Main pel Rote Hilfe e.V., el grup legal de suport a presoners de la Fracció de l'Exèrcit Roig (RAF), i, posteriorment, a Stuttgart per a l'advocat de la RAF Klaus Croissant. En un moment donat, va conviure en una comuna de Frankfurt amb Joschka Fischer i Daniel Cohn-Bendit. El desembre de 1974 va servir com a xofer de Jean-Paul Sartre quan va visitar el pres Andreas Baader. El 1975 es va unir al grup armat Cèl·lules Revolucionàries (Revolutionäre Zellen, RZ). Klein va descriure la mort de Holger Meins en vaga de fam com una inspiració del seu gir cap a la violència; portava una foto del cos demacrat de Meins a la cartera. Va participar en l'atac de 1975, organitzat per Carlos el Xacal, a una conferència de l'OPEP a Viena, en què van morir tres persones i el mateix Klein patir un tret a l'estómac.
El 1977, Klein va renunciar a la lluita armada amb l'enviament d'una carta a Der Spiegel (amb la seva arma inclosa), en la qual advertia dels atacs planificats de Cèl·lules Revolucionàries contra dos líders de la comunitat jueva alemanya. Després va passar a la clandestinitat, amagant-se dels seus antics companys i de la policia. El 1978 va explicar encara més el seu canvi d'opinió en una entrevista amb el periodista francès Jean-Marcel Bouguereau i un llibre de 1979 titulat Mercenary Death, del qual Cohn-Bendit va escriure el pròleg. El 1995, va ser localitzat i entrevistat disfressat per Daniel Leconte a la televisió francesa.

### Detenció i fets posteriors
Després de passar dues dècades amagat, sobretot a França, el setembre de 1998 va ser detingut al poble normand de Sainte-Honorine-la-Guillaume, on vivia des de feia cinc anys. Després de la detenció, diversos personatges públics alemanys i francesos, inclosos Cohn-Bendit, Bouguereau i André Glucksmann, van declarar públicament que eren conscients de la ubicació de Klein i que l'havien ajudat a amagar-se durant aquell temps. Divuit mesos després, Klein va ser extradit a Alemanya per ser jutjat pel seu paper en l'atac a l'OPEP.
En el judici, va admetre haver participat en l'atac, però va negar haver matat ningú. També va declarar que Líbia havia col·laborat en l'atac, donant armes a l'escamot i informació sobre les disposicions de seguretat de la conferència. Joschka Fischer, aleshores ministre d'Afers Exteriors d'Alemanya, va declarar en el seu judici com a testimoni; la seva presència va intensificar la polèmica, ja que ambdós compartien un passat juvenil marcadament radical. El febrer de 2001, després d'un judici de quatre mesos, va ser condemnat per assassinat, temptativa d'assassinat i presa d'ostatges, i condemnat a nou anys de presó. La fiscalia havia demanat 14 anys, però la condemna va ser més baixa perquè va proporcionar a les autoritats informació sobre altres participants en l'atac. El 2003 va ser posat en llibertat condicional i va tornar a Normandia.

### Vida personal i mort
Klein es va casar amb una dona francesa i va tenir dos fills. Va morir el 9 de novembre de 2022 a l'edat de 74 anys.

## En la cultura popular
Klein va ser el tema del documental de 2006 My Life as a Terrorist, dirigit per Alexander Oey. També va aparèixer als documentals de 2007 Protagonist i L'advocat del terror. Va ser interpretat per Christoph Bach a la minisèrie de televisió francesa de 2010 Carlos.